# Ljudje ob cesti
Ljudje ob cesti (1961, 1981) je pokrajinski in kolektivni roman tržaškega pisatelja Milana Lipovca. Gre za prvo romaneskno upodobitev Brkinov. 

## Vsebina
Roman se dogaja konec devetnajstega stoletja med cestama Reka—Trst in Vremsko dolino. Glavni junak je mehkočutni Janez Palčič iz Loč. Mamilo ga je vse lepo in plemenito: konji, odlična družba, izbrana beseda in ženske. Njegovo premoženje je hitro kopnelo. 
Valent se v bolnišnici zaljubi in spusti v ljubezensko razmerje z nuno Marijo Rozarijo, premišljata o poroki, a iz tega nič ni. 
Naslednje poglavje govori o Urbarjevi kmetiji v Žejanah. Johanca težko rojeva in Štefan se s konjem odpravi po zdravnika. Vse se dobro izide – na svet prijoka deklica. 
Popotnik Janez se izmučen domov. Ustavi se v gostilni v Podgradu. Rojakoma Palčiču in Kastelicu pripoveduje, kako se na Hrvaškem dobro zasluži, medtem pa se pod lopo velika gruča oglarjev zabava, ko skušajo zajahati njegovega konja. Janez se odloči konja prodati baronu, vendar to pozneje obžaluje.
Pripoved se zaključi z žalostnim dogodkom. Ljudje ob cesti zaradi mraza in burje niso mogli iz hiš, nad vaščani razočarani Jakob z Brezovega Brda pa je kar hodil po cesti bos in moker in zmrznil v velikem zametu tik pod Gabrkom, bos in gol do pasu. Vaščani so se prepustili žalovanju.

## Kritike
Ob branju pred nami zaživijo Brkini in tamkajšnji ljudje, kar nam Lipovec prikazuje v izredno jedrnatem in jasnem, a besedno zelo bogatem slogu. Tega življenja ni več. Spominjajo se ga le starejši ljudje, a čustva in človeške lastnosti, ki jih Lipovec pripisuje raznim nastopajočim osebnostim, so obče in vedno žive. Zato tudi mladi bralec, ki mogoče nikdar ni imel priložnosti, da bi videl ledenico ali neposredno spoznal kmečki svet ter vozarje, doživi lepoto tega pripovedovanja. Številne osebnosti, ki jih Lipovec predstavlja v svojem pripovedovanju, ustvarijo enkraten zbor ljudi, mladih in starih, revnih in premožnih, uglednih in beraških likov, ki vsak zase, a tudi v skupni sliki bogatijo ta roman". (NG 1997)
V Ljudeh ob cesti gre za podobo Brkinov na začetku stoletja, gotovo najbolj živo in slikovito, kar jih je bilo sploh ustvarjenih o tej pokrajini". (Horvat 1997)
Lipovcu ni šlo za to, da bi napisal napeto zgodbo, ampak, da bi čim verneje zajel življenje brkinskih ljudi v celoti. Zato ni enotne zgodbe, ni glavnega junaka, ampak je roman kolektivno delo, z vrsto nastopajočih, ki so si več ali manj enakovredni. Zgodbe so spletene okrog posameznikov, zato so samostojne, vse skupaj pa sestavljajo podobo življenja, mišljenja in čustvovanja Brkinov. Važnejše osebe so: Janez Palčič iz Loč:slab kmet, ker je bil preveč nadarjen, da bi se zakopal samo v kmečko delo. Po potrebi je bil zdravnik, babica, pozdravil je cesarja, oženil se je z dekletom, ki ga ni maralo in mu je pobegnilo, umrl je na vozu, s katerim se je dal zapeljati v naravo". (Jevnikar 1963)
Glavne osebe so žive in naravne, res zajete iz brkinskega življenja. Druga prednost dela je opis lepot brkinske zemlje, tretja sočen jezik, ki more tekmovati z vsako sodobno slovensko knjigo. Lipovčevi Ljudje ob cesti so najboljši roman v tem letu." (Jevnikar 1963)
Lipovčeva knjiga «Ljudje ob cesti* je doživetje za sodobno slovensko književnost, za njeno leporečje, za skladnost in izjemno pevnost stavka, za čudovita razmišljanja o brkinski krajini, za nenavadno, polne in izvirne opise brkinskih ljudi, njihovih značajev, navad in brkinske minulosti. To je knjiga leta, je knjižna «miss* koprske založbe «Lipa* na področju domače književnosti. (MiLi 1961)
Pri Lipovcu ni vredno izgubljati besed ne za formo in ne za vsebino, kajti oboje je tako med seboj povezano, tako z nekim naravnim instinktom urejeno, tako oplemeniteno s preprostostjo, da človek pravzaprav niti ne pomisli na analizo, ampak se zadovoljno spoprijazni z avtorjevim načinom pripovedovanja. "Način pripovedovanja", to je tisto, o čemer je vredno pisati, pa naj je to pisanje še tako fragmentarno in ga človek hitro pozabi. Knjige namreč ni mogoče kar tako pozabiti, ker sodi v tisto redko vrsto knjig, ki jih človek vedno znova odpira in z veseljem preleti pol strani ali pa celo poglavje. Kako lep in zveneč jezik!" (MiLi 1961)
Nedavno je prišla v slovenske izložbe knjiga, ki govori o Brkinih in tamkajšnjih včerajšnjih ljudeh. Zaradi žlahtno pobarvanega in originalnega ljudskega jezika, povsem nove in v naši književnosti še neobdelane pokrajine in zaradi čudovito iskrivih in v humor odetih misli — vzbuja v bralcu toliko razburjanja, toliko medvrstičnih komentarjev in toliko asociacij, kot jih je mogla vzbuditi le redka boljša povojna proza pri nas. Če naj proti navadi slovenske publicistike najprej in predvsem poudarimo najbolj izbrušen biser, tj. moč abtorjevega pesniškega jezika, potem je treba brez vsakega laskanja priznati, da je pesniška metaforika na nekaterih mestih te knjige tako bogata, enkratna, naravna in primerna, kakor jo najdemo le pri naših boljših mojstrih jezika. Brkinci izpred prve svetovne vojne, okiteni s staromodnimi navadami in vpreženi v idiliko domačnosti, so hudomušno stopili v našo književnost in prinesli s seboj vonj po zemlji, burjo golih gmajn in lepo mero dobre volje. (J. H. 1961)
Delo Milana Lipovca sodi v bogato tradicijo slovenske večerniške literature, ki si je pridobila širok krog bralcev zlasti pri Mohorjevi družbi. Ta je v skladu s svojim književnim programom izoblikovala poseben tip pripovedi, ki je bil namenjen v prvi vrsti kmečkemu bralstvu. Tudi Milan Lipovec šteje med pisce, ki so se v veliki meri naslonili na izročilo večerniške proze. V njegovi pripovedi je dogajanje fabulativno bogato, le da v celoti sloni na anekdotiki, in bi lahko rekli, da je junak kolektiv, v tem primeru brkinsko ljudstvo. Knjiga, bržkone edino avtorjevo delo je pisana v živem, poetizirajočem jeziku, kjer ne manjka občutka za tankočutno opisovanje pejsažev, ki pa v tem primeru ne doseže pravega soglasja z dogajanjem. Tudi humorni in refleksivni vložki, se zdi, da delajo delu prej silo, kot pa mu koristijo. Zato delo nikakor ne pritegne, čeprav je pisano z veliko mero znanja tako kar se tiče kompozicije kot poznavanja jezika in njegovih sredstev. Zdi se, da si je preveč prizadevalo pokriti dogajanje v celoti, v enem samem zamahu izpovedati vse, kar je izpovedati vredno. Zato vrednost te knjige ni v njeni epični razsežnosti ali v fabuli, ampak v detajlih, v pravih jezikovnih dragotinah. (Simčič 1981)